# Vehicle policial

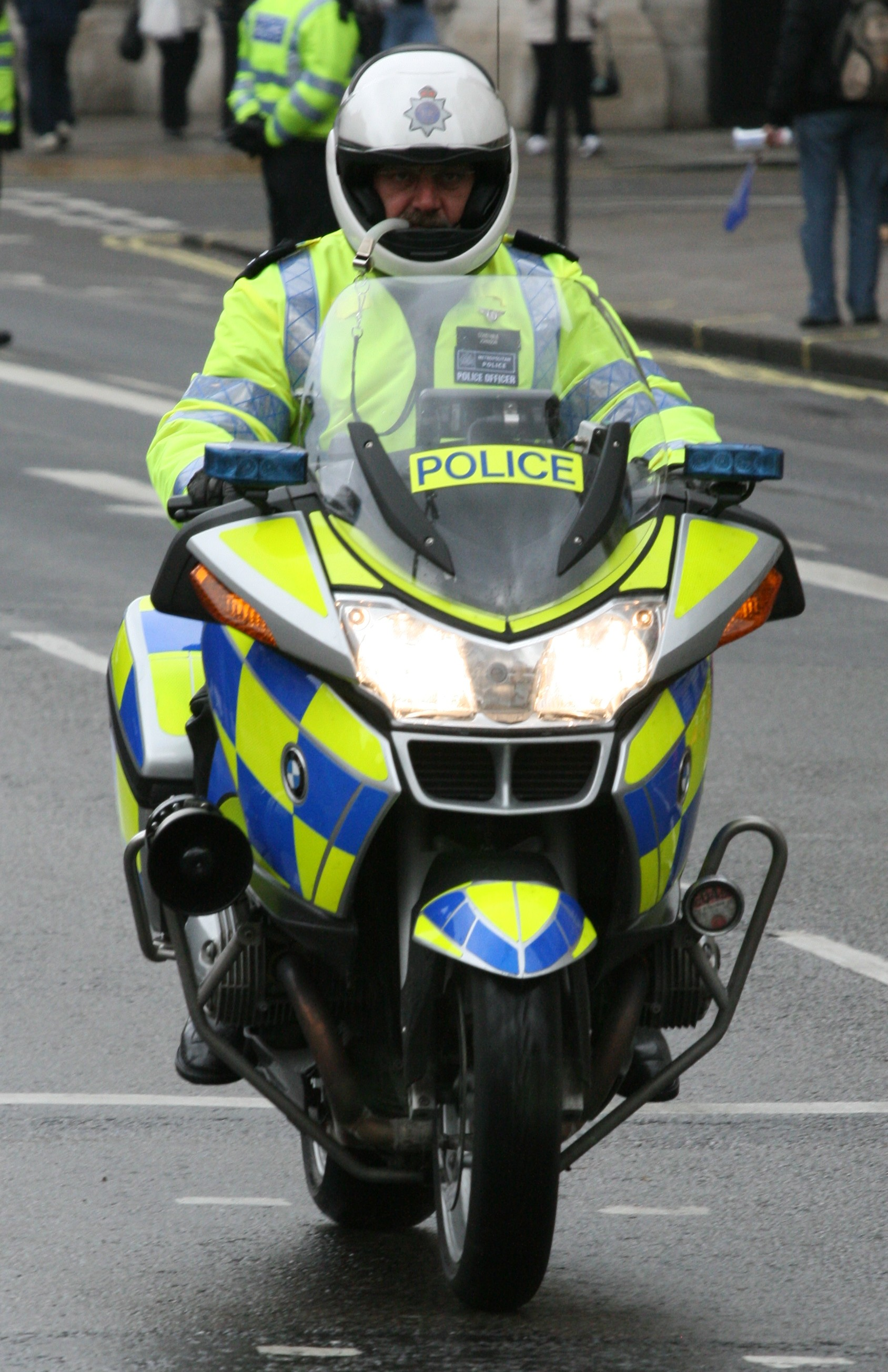
Una motocicleta BMW R1200RT de la Metropolitan Police de Londres.

Un vehicle policial és un automòbil o motocicleta utilitzat per la policia en les seves tasques de patrulla i per respondre als incidents que es puguin produir. Els usos típics del vehicle policial són el transport dels oficials de la policia, per arribar ràpidament a l'escena d'un incident o per patrullar una àrea, i la dissuasió dels delictes. Alguns vehicles policials estan especialment adaptats per al treball en àrees concretes o estan preparats per transportar detinguts. Altres mitjans de transport utilitzats per les forces de l'ordre públic inclouen els helicòpters, avionetes, embarcacions, cavalls o bicicletes.

## Tipus de vehicles

### Autobús policial
S'utilitza per traslladar la policia a esdeveniments públics o disturbis. Poden ser autobusos comuns o adaptats. Inclouen sirenes, llums i altres accessoris comuns als cotxes de policia.

### Cotxe patrulla
És un automòbil utilitzat per patrullar una àrea concreta assignada. La seva funció primària és servir de suport als oficials de policia en les seves tasques diaries. Els cotxes patrulla també serveixen per respondre a emergències i per això solen estar equipats amb senyals audiovisuals (sirenes i llums).

### Furgó unitat canina (K-9)
Són unitats de transport que estan equipades per a transportar gossos policials. Poden ser vehicles tot camí adaptats o camionetes.

### Furgó cel·lular
També anomenat cotxe cel·lular. Generalment són camionetes o furgonetes especialment adaptades per al trasllat de detinguts o convictes.

### Motocicleta
La maniobrabilitat de la motocicleta de gran cilindrada permet intervenir més ràpidament que els cotxes de policia, no solament en condicions de molt de trànsit i carrers estrets, sinó també en zones rurals. També s'utilitzen motocicletes per a escortar vehicles VIP en processons i comitives.

### Unitat antiexplosius
Alguns cossos policials tenen la responsabilitat de desactivar i neutralitzar explosius i aparells terroristes, per la qual cosa compten amb unitats dedicades al transport dels elements (esquadrons) i equipament especialitzat per aquesta tasca.

### Unitat de rescat
Generalment són ambulàncies i camionetes amb equipament de rescat en alta muntanya o espeleologia, entre d'altres. També poden tenir paramèdics i personal especialitzat en emergències mèdiques crítiques.

### Unitat de vigilància
Poden ser amb distintius o sense. S'utilitzen per obtenir evidència de tota classe d'actes delictius.

### Vehicle antidisturbis

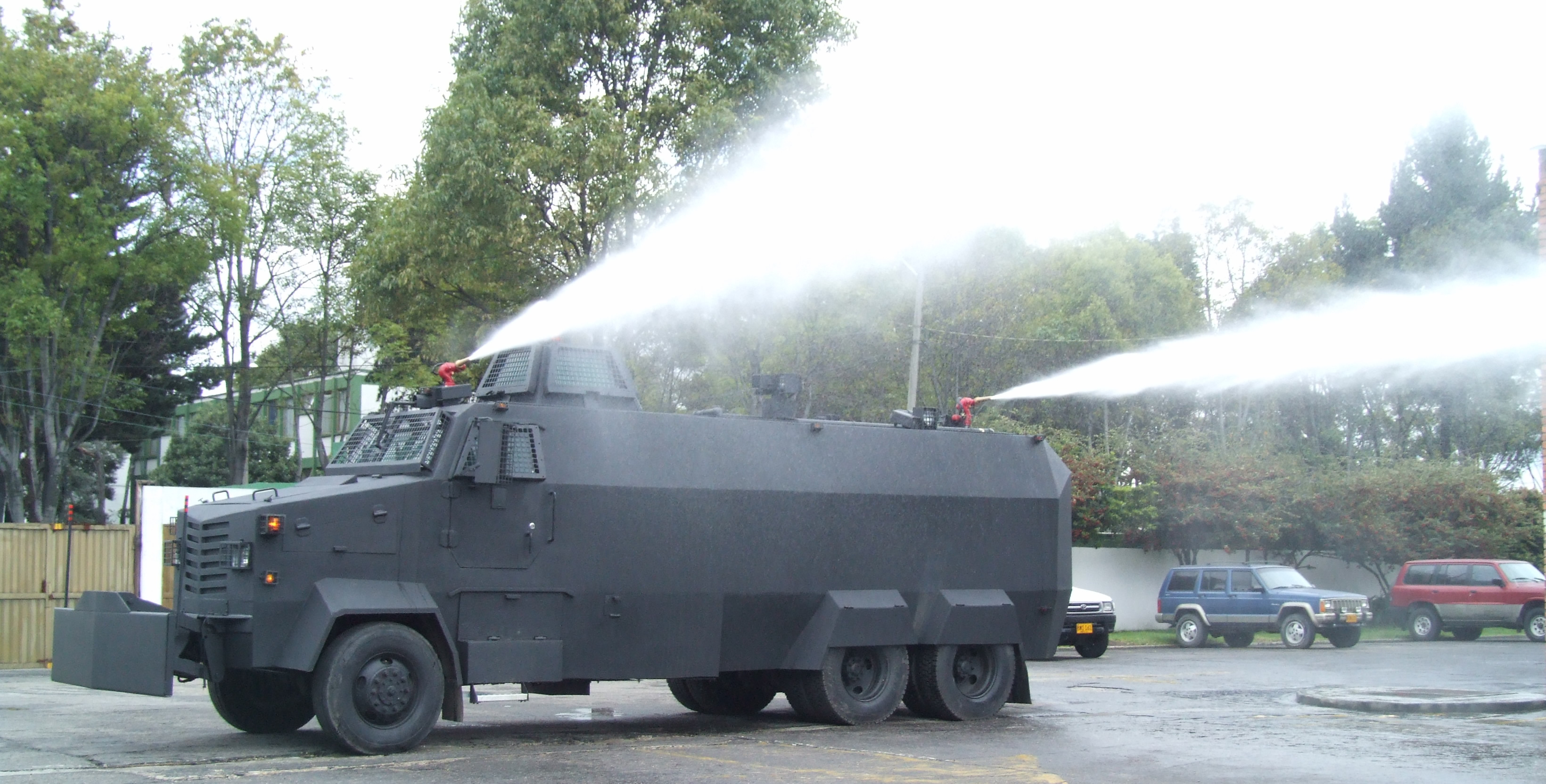
Vehicle amb canons d'aigua de lEscuadrón Móvil Antidisturbios de la policia nacional de Colombia.

Inclou els camions amb canó d'aigua i el transport blindat de personal modificat. A més d'aigua, els canons també poden llençar altres substàncies, com tinta, per poder identificar els participants a manifestacions, espuma o substàncies irritants. Els mitjans transport blindats de personal modificat, normalment considerats vehicles militars, s'utilitzen per inserir efectius policials antidisturbis a zones de conflicte que podrien resultar perilloses per apropar-s'hi a peu.

### Vehicle de policia sense distintius
S'utilitzen per a qualsevol de les tasques mencionades, però sobretot pel trànsit i pels vehicles de resposta per detectius. Tenen l'avantatge de no ser reconeixibles de forma immediata, la qual cosa fa que siguin eines molt útils per capturar a criminals en delictes flagrants. D'altra banda, algunes autoritats han criticat l'ús d'aquest tipus de vehicles, ja que altres usuaris de les vies públiques poden tenir dificultat a l'hora d'identificar aquests vehicles perquè els manca un pont de llums. Al Regne Unit, des del 2011, la policia també utilitza camions sense distintius per patrullar les carreteres.

### Vehicle de resposta
Un vehicle de resposta és semblant a un vehicle patrulla, però sol tenir especificacions més altes que li permet arribar a velocitats més elevades i sempre està equipat amb sirenes i llums. S'utilitza per respondre a incidents greus o emergències, com per exemple tiroteigs.

### Vehicle de resposta armada
Algunes forces de l'ordre públic disposen de vehicles de resposta armada, com l'Specialist Firearms Command de la Metropolitan Police de Londres. La seva funció és respondre trucades d'emergència que impliquin l'ús d'armes de foc o altres situacions de risc. Es tracta de vehicles especialment equipats per portar, entre altre equipament, armes de foc.

### Vehicle de trànsit
Són vehicles dissenyats específicament per vigilar el trànsit i solen tenir majors prestacions de velocitat per atènyer la gran majoria de vehicles que poden circular per la carretera. Poden estar equipats amb sistemes per forçar els vehicles a aturar-se al voral i poden tenir avisos audiovisuals especials que es poden sentir des de grans distàncies. També poden anar equipats amb material especial, com detectors de velocitat per radar o per làser, cons, bengales de trànsit o senyals de circulació. En els últims anys, les unitats de trànsit estan introduint cotxes patrulla d'alta visibilitat, amb colors més cridaners, com el vermell i el taronja.

### Vehicle VIP
En alguns casos, els cossos de policia posseeixen flotes VIP per transport de funcionaris tant de la policia com del govern. Solen ser automòbils o vehicles tot camí de luxe o de gammes altes amb un nivell de blindatge que depèn de les situacions. S'hi assignen conductors amb experiència en la gestió de riscs i situacions crítiques, que puguin respondre en cas d'atemptats, tiroteigs o altres incidents.